# Hôtel de ville de Bourg-la-Reine
L'hôtel de ville de Bourg-la-Reine est le principal bâtiment administratif de la ville de Bourg-la-Reine dans les Hauts-de-Seine.

## Historique
Il a été construit en 1844 par l'architecte Claude Naissant puis inauguré le 1er juillet 1845.
Il sert ensuite d'école : de part et d'autre de la mairie sont disposées les classes de filles et garçons. En 1889, ces classes sont déplacées à la nouvelle école de l'avenue de la République, et le bâtiment est réaménagé, le bureau du maire étant déplacé au rez-de-chaussée.
Entre 1909 et 1911, sous l'égide du maire, le colonel Albert Candelot, l'architecte communal Jules Frémeaux entreprend des travaux complets de rénovation : l'édifice est surélevé d'un étage et embelli. La toiture est refaite, l’eau, le gaz et l'électricité sont installés. L'inauguration se fait le 19 octobre 1911. Par la suite, la salle des séances de la mairie est décorée de 1911 à 1913 par le peintre symboliste Alphonse Osbert.

## Description
Il est situé boulevard Carnot, à côté de l'église Saint-Gilles.

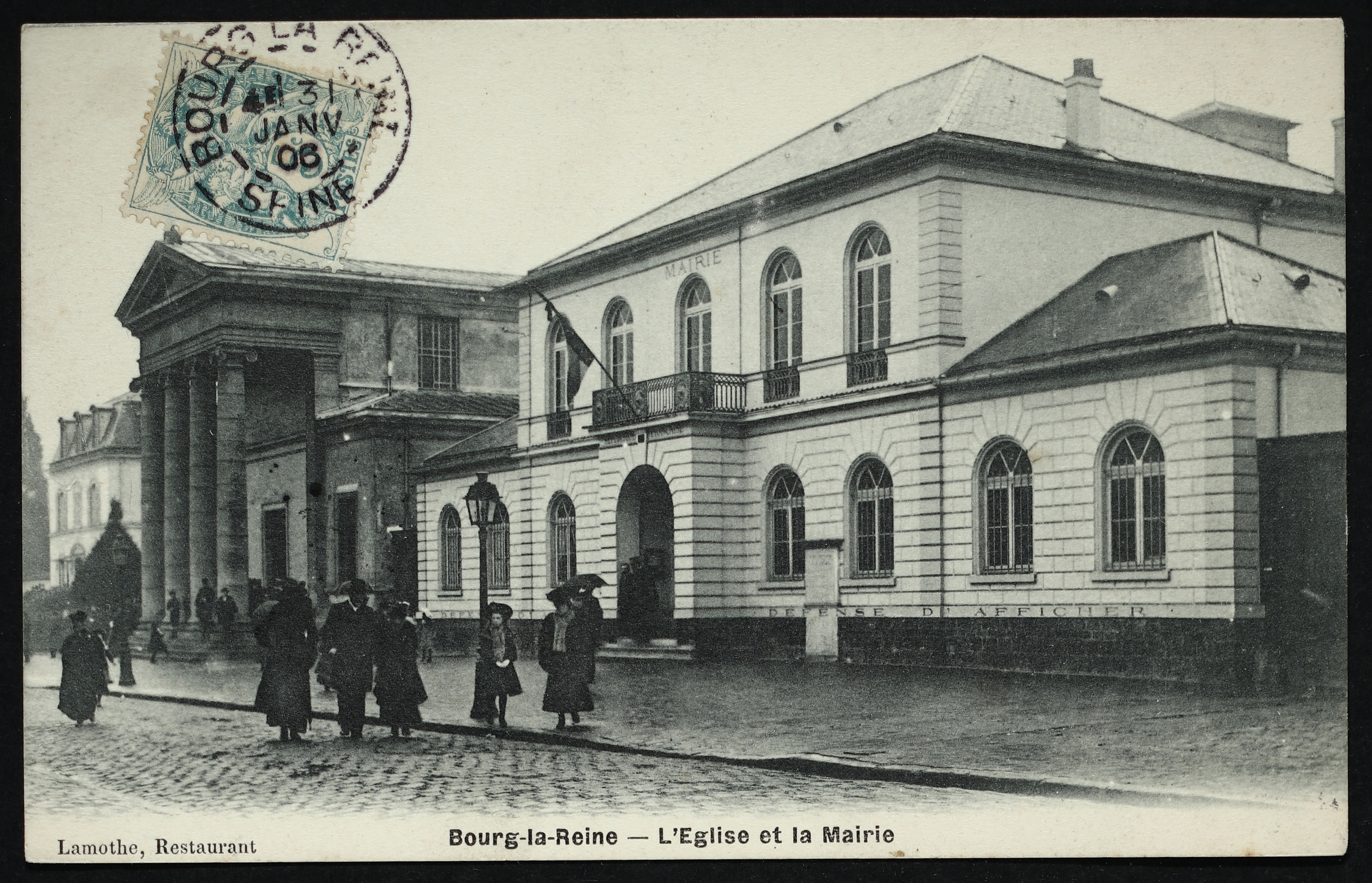
Avant les travaux des années 1910.
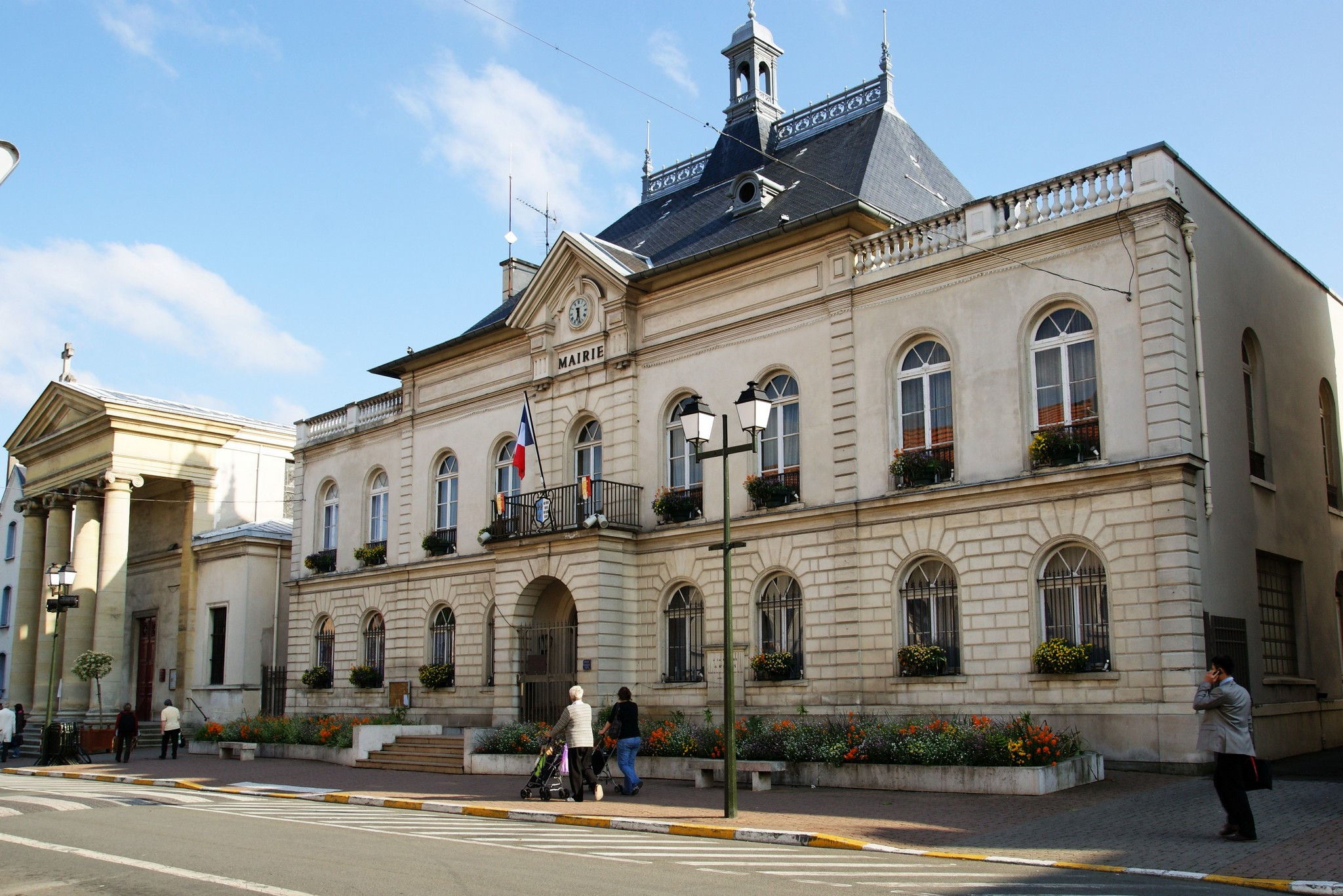
Un siècle plus tard, mai 2009.